# 29199 Himeji
29199 Himeji (tên chỉ định: 1991 FZ) là một tiểu hành tinh vành đai chính. Nó được Tsutomu Seki ở Đài thiên văn Geisei, Kōchi, tỉnh Kōchi, Nhật Bản phát hiện vào ngày 17 tháng 3 năm 1991. Nó được đặt theo tên thành phố Himeji, tỉnh Hyōgo, Nhật Bản.